# L'Enfant Plaza
L'Enfant Plaza est un ensemble de quatre bâtiments regroupés autour d'une grande place dans le Southwest de Washington.
La place est nommée d'après Pierre Charles L'Enfant, un architecte et urbaniste qui a travaillé sur l'aménagement urbain de la capitale américaine.

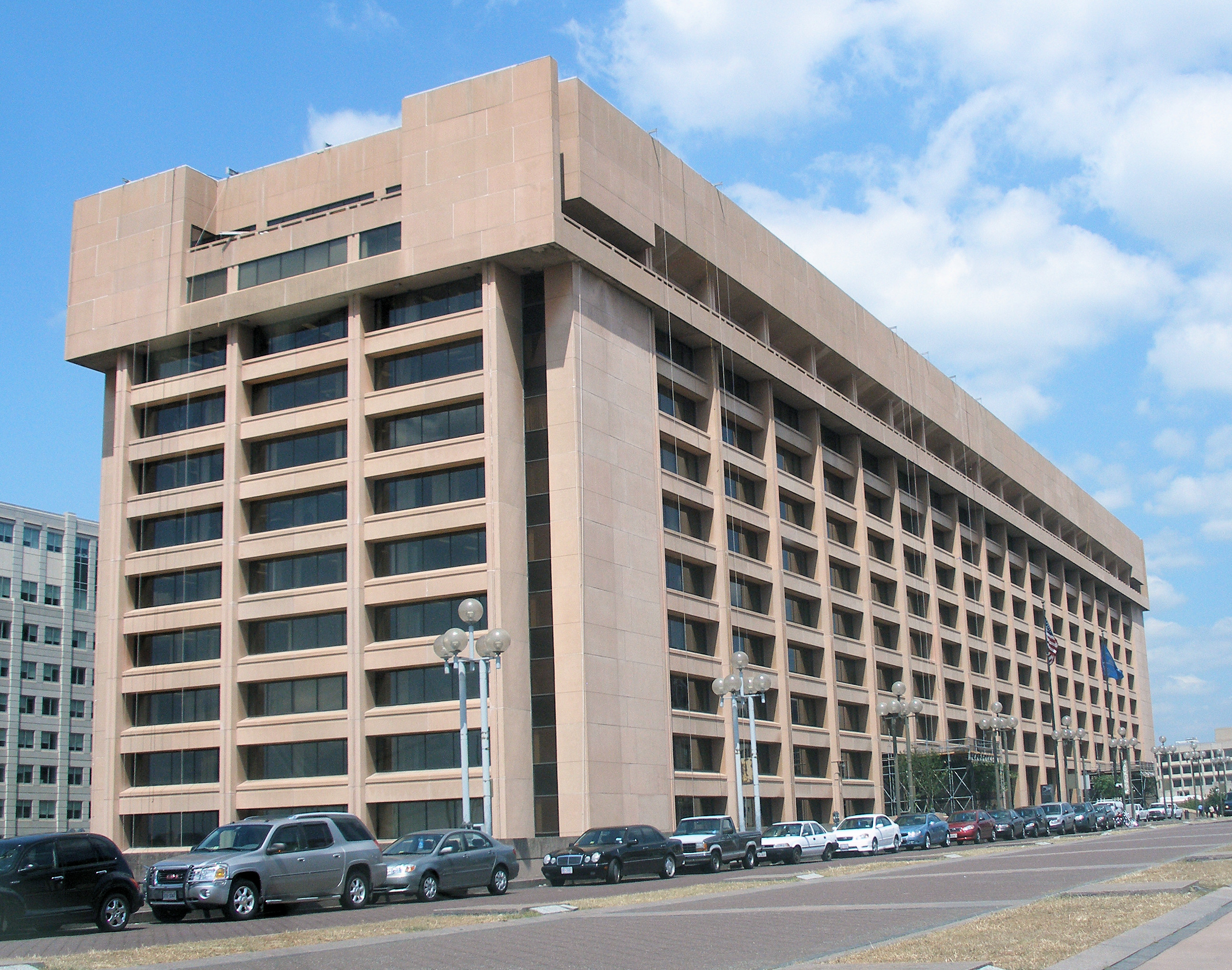
L'un des bâtiments de L'Enfant Plaza.